# Popadelica
Popadelica är en årlig musikfestival i Huskvarna  i Sverige som för första gången ägde rum den 29 april 2006. Sedan dess har festivalen ägt rum varje år, den 5 maj 2007, 3 maj 2008, 2 maj 2009, 1 maj 2010, 7 maj 2011, 5 maj 2012 och 4 maj 2013. 2014 övergick man från endagsvestival i maj till flera konserter årligen.
Festivalen riktar sig främst till artister i genrerna pop (speciellt indiepop), alternativ rock och indierock, men även typer av hårdrock, baktakt och elektronisk musik har förekommit. Festivalen har tre scener, samtliga är under tak. Ingen åldersgräns för inträde.
Popadelica är också en förening där allt arbete utförs ideellt för att musik ska upplevas live. Popadelica genomförs med stöd av Huskvarna Folkets Park, Kultur Jönköpings kommun, Huskvarna 100 år (2011), Olsson & Linder och Tabergs tryckeri.

## Medverkande artister (efter år)

### 2006
Det första året som festivalen arrangerades kunde man hitta några stora svenska artister bland dem det lokala bandet I'm From Barcelona.
- Hello Saferide
- The Radio Dept
- I'm from Barcelona
- Vapnet
- Le Sport
- Jim Reid, The Jesus and Mary Chains sångare
- Detektivbyrån
- Goran Kajfes
- Kristian Anttila
- Pascal
- Taxi, Taxi!
- They Live By Night
- Deltahead
- Birdphobia
- Carleklev

### 2007
Festivalen lyckades dra till sig ännu bredare och större publik genom genombrottet för Miss Li.
- 27#11
- I Was a Cub Scout [UK]
- Laakso
- Miss Li
- Pluxus
- Samuraj Cities
- Shout Out Louds
- The Mary Onettes
- USCB Allstars
- Weeping Willows
- Barbara Morgenstern [DE]
- Ida Maria [NO]
- Juvelen
- Liljeholmen Electro
- New Tango Orquesta
- Koop
- Slagsmålsklubben
- Navid Modiri & Gudarna
- Falcon
- Stella Psychosis
- klassresan
- Precious moments
- woodchucker
- Mixtapes & Cellmates
- Family Romance

### 2008
Festivalen hade under 2008 artister som Johnossi och Lasse Lindh.
- The Hidden Cameras [CAN]
- Soko [FRA]
- Johnossi
- Hästpojken
- Cult of Luna
- Loney, dear
- Matt & Kim
- The Deer Tracks
- Kings of Convenience [NO]  (inställt)
- Trummor & Orgel
- Rosalita
- Kristian Anttila
- Kongh
- Kapten Röd
- Hans Appelqvist
- Ebbot
- Wildbirds & Peacedrums
- 64revolt
- Herbrightskies
- Bikeman
- Lasse Lindh
- Sambassadeur
- Alice in Videoland
- Niccokick

### 2009
Största artisterna under 2009 blev Movits! och Markus Krunegård.
- …And You Will Know Us by the Trail of Dead [US]
- Adiam Dymott
- Anna Järvinen
- Au Revoir Simone [US]
- Babian
- Du Pacque
- Fatboy
- Florence Valentin
- Hajen
- I'm from Barcelona
- John ME
- Le Galaxie
- Markus Krunegård
- Movits!
- Nordpolen
- Spleen United
- The Skull Defekts
- Ättestupa

### 2010
Under 2010 års festival då artister som The Sounds, Timo Räisänen och Salem Al Fakir uppträdde fick festivalen sitt största publiktryck ditintills.
- The Sounds
- Timo Räisänen
- Salem Al Fakir
- Hästpojken
- First Aid Kit
- Little Dragon
- The Mobile Homes
- Dansdepartementet
- The Kissaway Trail [DK]
- A Place to Bury Strangers [US]
- Bye Bye Bicycle
- Satan Takes a Holiday
- The Fume
- We Are the Storm
- This Is Head
- The Pipettes [UK]

### 2011
2011 blev festivalens storhetsår. Biljetterna såldes slut och några av de största just då kom och deltog under en kväll i Parken, bland andra Veronica Maggio, Tove Styrke, Familjen och Daniel Adams-Ray.
- Syket
- Tiger Love [UK]
- Tesla Boy [RU]
- Graveyard
- I'm From Barcelona
- Veronica Maggio
- Daniel Adams-Ray
- The Vaccines [UK] (inställt)
- Jonathan Johansson
- FM Belfast [ISL]
- Tove Styrke
- Nike & The Dove
- Royal Republic
- Paper
- Little Marbles
- French Films [FIN]
- Rebecca & Fiona
- Compadre

### 2012
Den 5 maj 2012 anordnades festivalen för sjunde året. Trots nypopulära artister som Kapten Röd & Den Svenska Björnstammen blev festivalen för arrangörerna en besvikelse då de för första gången inte gick runt ekonomiskt.